# Gwanghuimun
Gwanghuimun  (Hangul: 광희문, Hanja: 光熙門; Hán-Việt: Quang Hy Môn) là một trong tám cổng thành thuộc Tường thành bao quanh thành phố Seoul, Hàn Quốc thời Nhà Triều Tiên. Cổng thành còn được gọi là Namsomun (남소문,  "Cổng thành nhỏ phía Nam"). Ban đầu nó được gọi là Sugumun.

## Lịch sử
Gwanghuimun được xây dựng vào năm 1396, và tái xây dựng vào năm 1711-1719. Nó là cổng thành duy nhất không bị động đến vào thời thuộc Nhật. Tuy nhiên, phần lớn nó bị phá hủy trong Chiến tranh Triều Tiên, nhưng được phục hồi vào năm 1976.
Gwanghuimun có nghĩa là "Quang Hy Môn."

## Cổng thành ngày nay
Gwanghuimun nằm tại Jung-gu, Gwanghui-dong 2-ga, Seoul, tại giao lộ Geumhodong-gil và Toegye-ro. Cổng thành hiện tại nằm xa hơn về phía nam so với ban đầu do công trình đường xá.
Có thể đi đến cổng dễ dàng từ Ga công viên lịch sử & văn hóa Dongdaemun tại Tàu điện ngầm Seoul tuyến 2 và tuyến 4. Một nửa cổng sẽ nằm về phía Nam của tuyến 2, lối thoát 3; một nửa còn lại nằm về phía Đông của tuyến 4, lối thoát 4. Du khách ngày nay không được phép tham quan trên cổng, nhưng có thể đi qua công và xung quanh tường thành.

## Hình ảnh

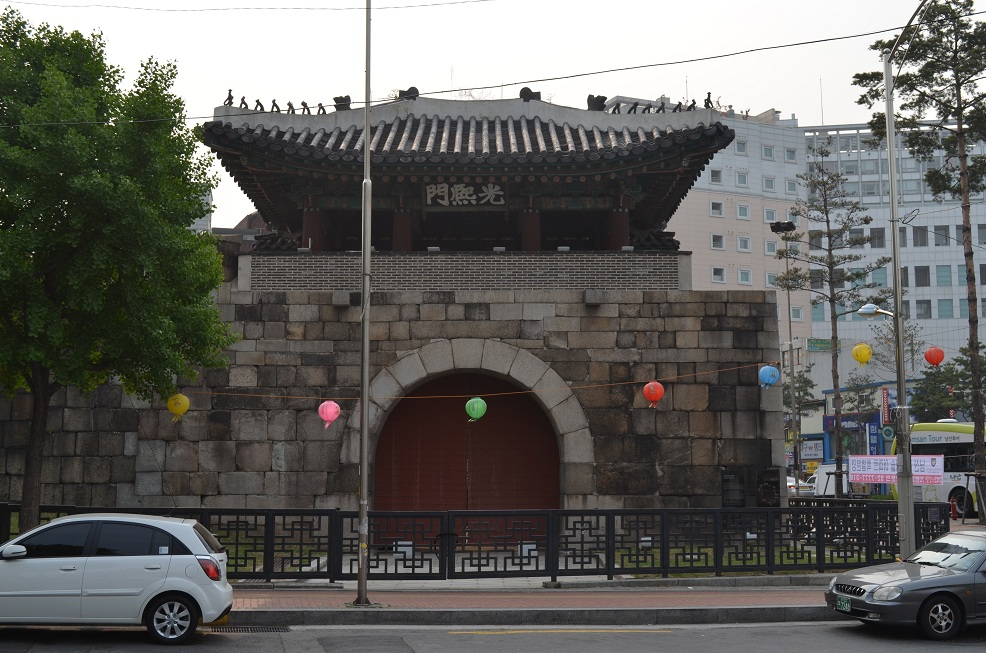
Quang Hy Môn, Seoul, Hàn Quốc
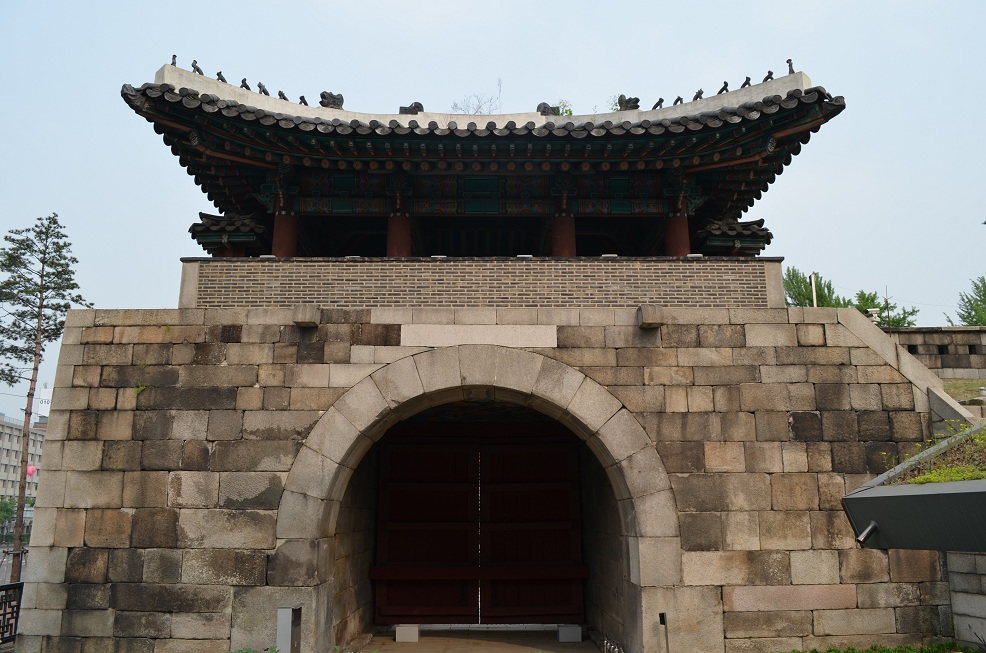
Mặt sau Quang Hy Môn, Seoul, Hàn Quốc
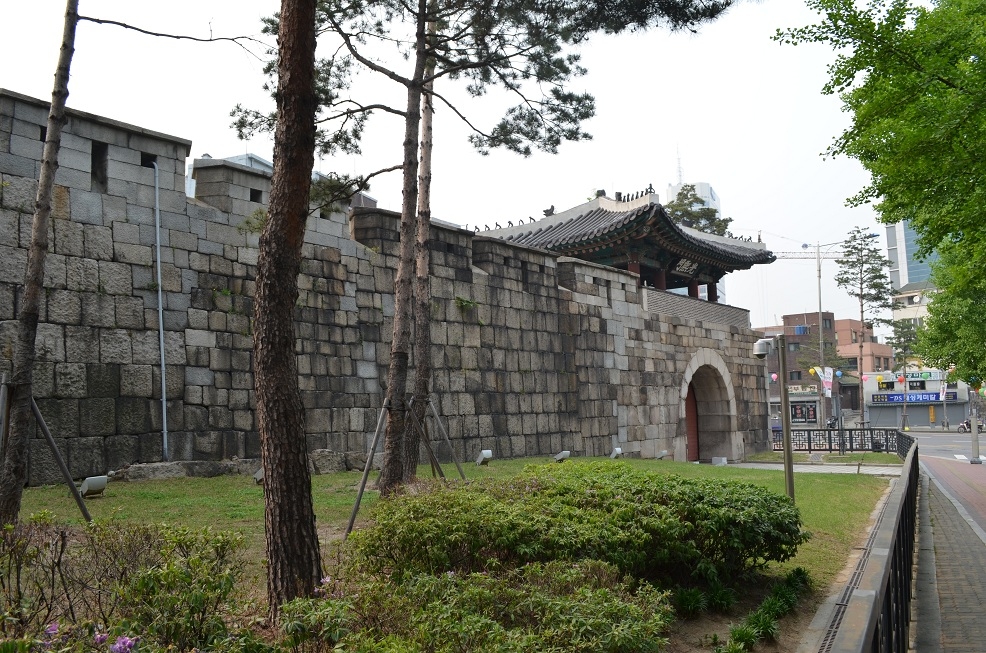
Quang Hy Môn, cùng với Tường thành, Seoul, Hàn Quốc
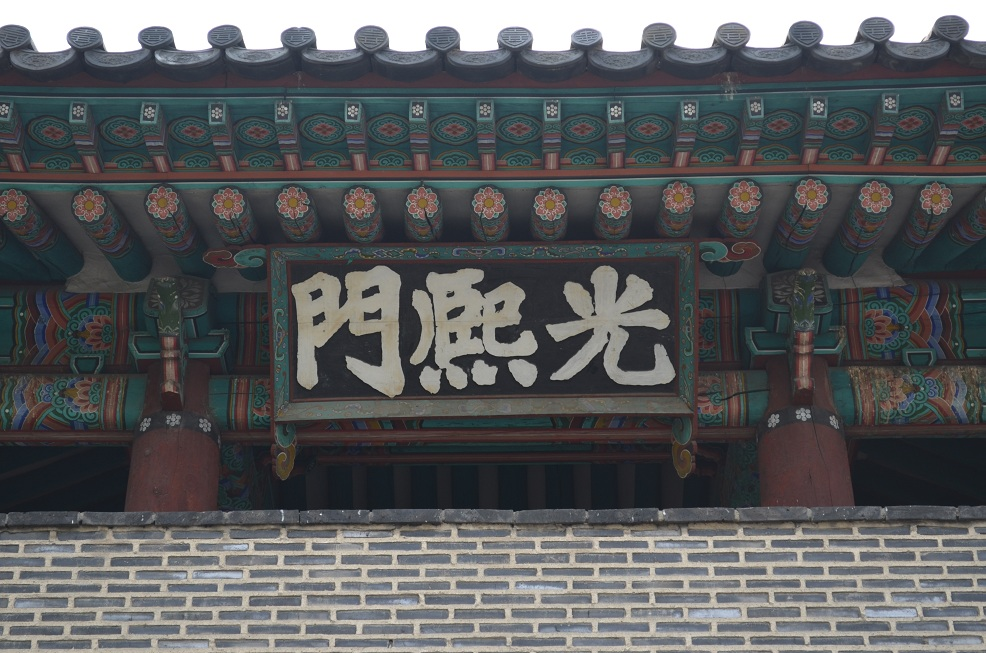
Bảng tên Quang Hy Môn, Seoul, Hàn Quốc
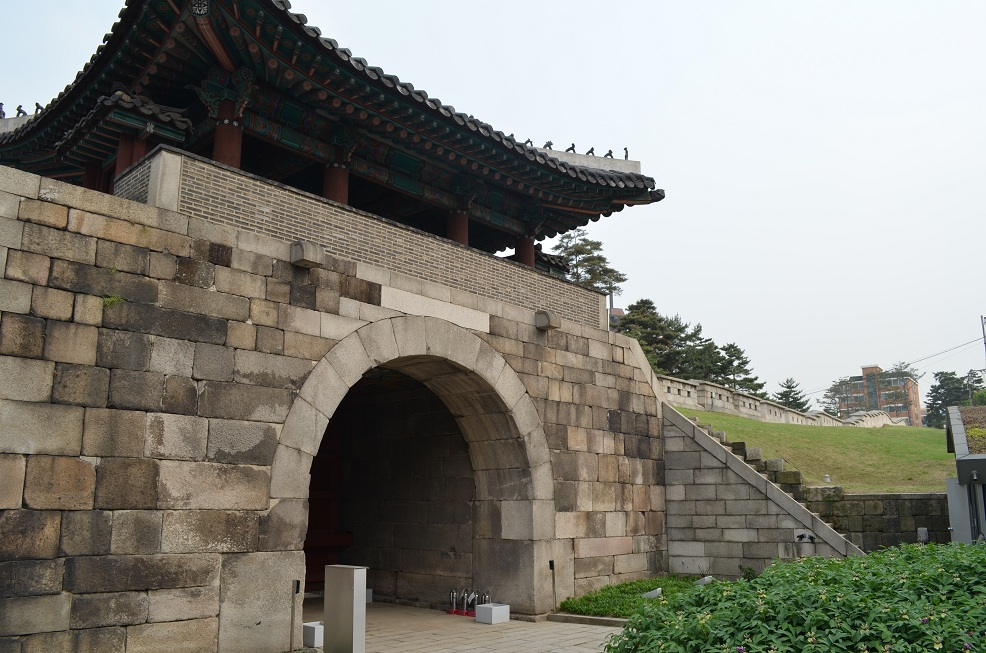
Mặt sau Quang Hy Môn, cùng với Tường thành, Seoul, Hàn Quốc
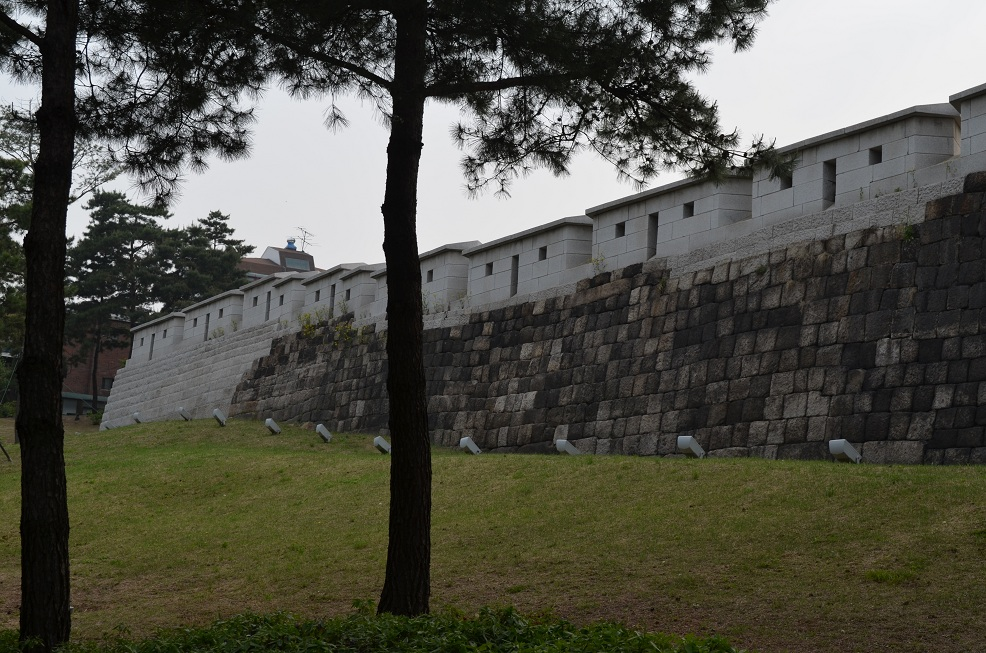
Quang Hy Môn, mặt trước tường thành đá, Seoul, Hàn Quốc
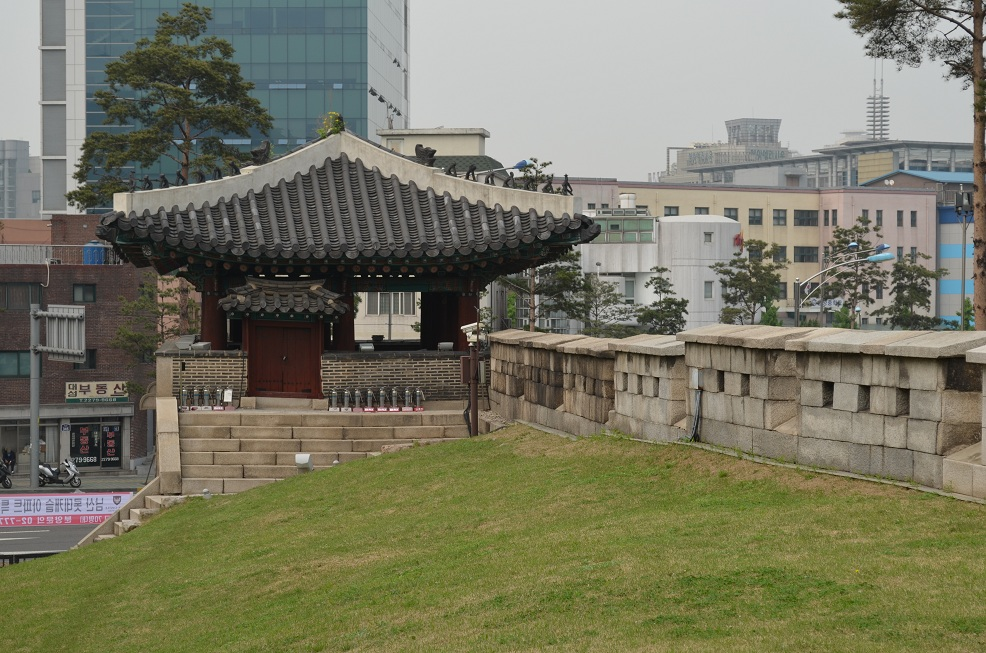
Quang Hy Môn, mặt sau tường thành đá, Seoul, Hàn Quốc
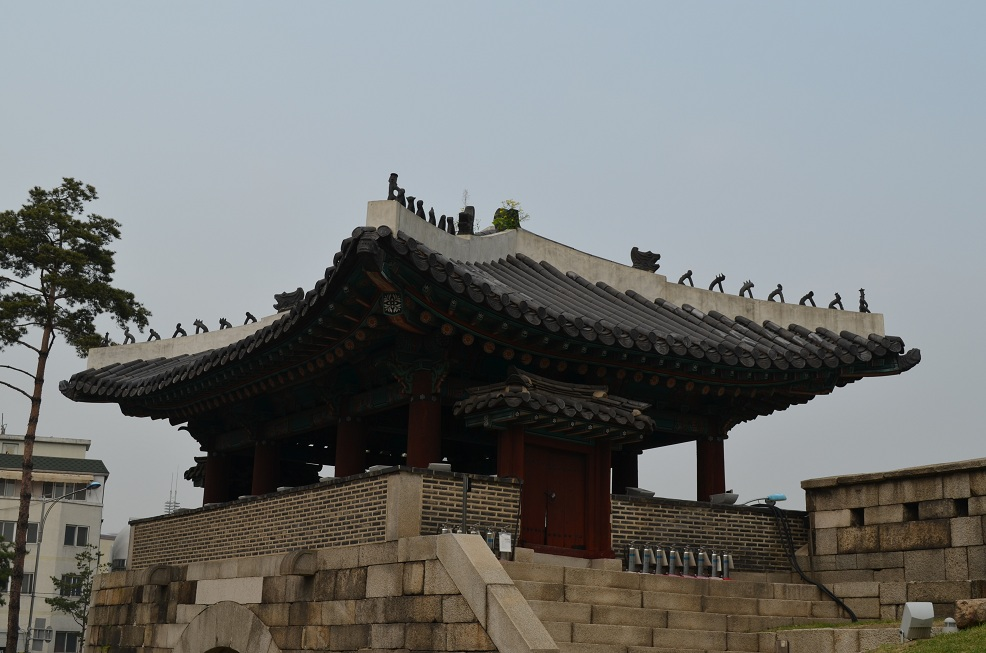
Quang Hy Môn, nhà gác, Seoul, Hàn Quốc
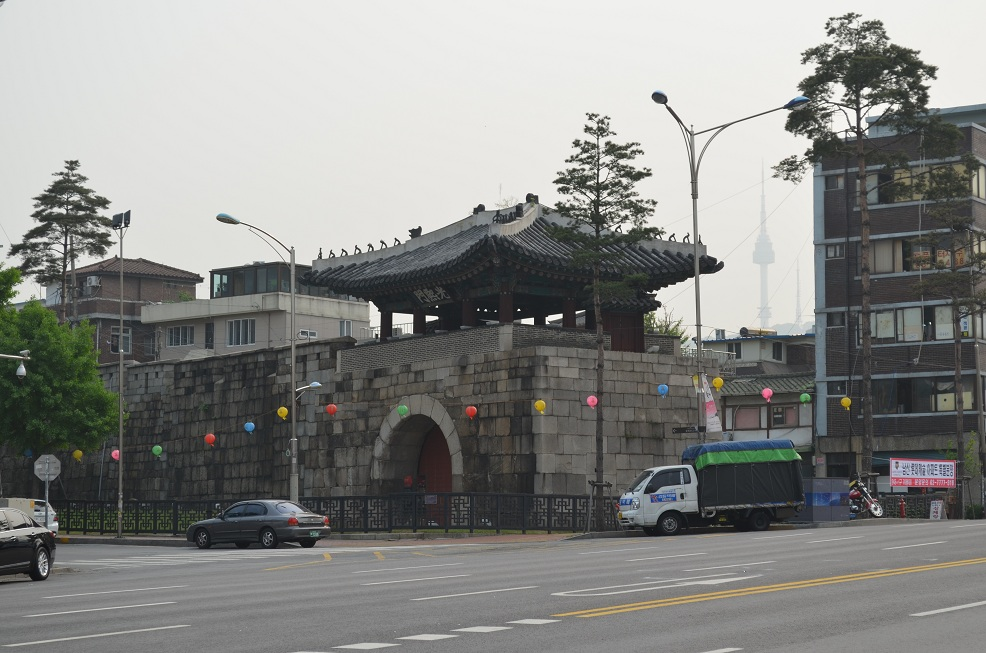
Đường trước Quang Hy Môn, Seoul, Hàn Quốc